# Paradoxa de les rodes d'Aristòtil

Les línies discontínues mostren que les distàncies d'ambdues circumferències són la mateixa, però també és evident que una circumferència és més petita que l'altra. Llavors, on és l'explicació?

La paradoxa de les rodes d'Aristòtil és una paradoxa o problema que apareix en l'obra grega Mecànica tradicionalment atribuïda a Aristòtil.
Es pot representar una roda en dues dimensions utilitzant dos cercles. El cercle més gran és tangent a una superfície horitzontal (per exemple, una carretera) sobre la qual pot rodar. El cercle més petit té el mateix centre i està rígidament fixat al més gran. El cercle més petit podria representar el taló d'un pneumàtic, una llanta sobre la qual està muntat, un eix, etc. Suposem que els cercles més grans roden sense lliscar (o patinar) per a una revolució completa. Les distàncies recorregudes pels dos cercles tenen la mateixa longitud, tal com es mostra a les línies discontínues de color blau i vermell i la distància entre les dues línies verticals negres. La distància pel cercle més gran és igual a la seva circumferència, però la distància pel cercle més petit és més llarga que la seva circumferència: una paradoxa o un problema.
La paradoxa no es limita a una roda. Altres coses representades en dues dimensions mostren el mateix comportament. Un rotllo de cinta ho fa. Una ampolla típica rodona enrotllada de costat ho fa: el cercle més petit representa la boca o el coll de l'ampolla.
Hi ha algunes coses que es representarien amb la línia horitzontal marró en la imatge tangent al cercle més petit en lloc de la més gran. Alguns exemples són la típica roda de tren que té una brida. Drabkin va denominar aquests Casos II i el tipus a la imatge del Cas I. S'aplica una anàlisi similar però no idèntica.

## Història de la paradoxa

### En l'antiguitat
En l'antiguitat, el problema de la roda es descrivia en la Mecànica aristotèlica, així com en la Mecànica d'Heró d'Alexandria. En el primer apareix com a "Problema 24", on la descripció de la roda es dona de la següent manera:
Sigui un cercle més gran ΔZΓ un EHB més petit, i A al centre de tots dos; sigui ZI la línia que més es desenrotlla per si sola, i HK la qual desenrotlla més petit per si mateixa, igual a ZΛ. Quan moc el cercle més petit, moc el mateix centre, que és A; deixa que el més gran s'adhereixi a ell. Quan AB es torna perpendicular a HK, al mateix temps, AΓ es torna perpendicular a ZΛ, de manera que sempre hi haurà completat una distància igual, és a dir, HK per a la circumferència HB, i ZΛ per ZΓ. Si el quart es desenrotlla a una distància igual, és clar que tot el cercle es desenrotllarà a la mateixa distància que tot el cercle, de manera que quan la línia BH arribi a K, la circumferència ZΓ serà ZΛ, i el cercle sencer es desenrotllarà. De la mateixa manera, quan moc el cercle gran, encaixant el petit, el seu centre és el mateix, AB serà perpendicular i estarà en angles rectes simultàniament amb A Latter, aquest últim amb ZI, el primer amb HΘ. De manera que, quan un hagi completat una línia igual a H, i l'altre a ZI, i ZA torni a ser perpendicular a ZΛ, i HA a HK, perquè siguin com al principi en Θ i I.
El problema es planteja llavors:
Ara, ja que no hi ha una parada de la major per a la menor, de manera que (la major) roman durant un interval de temps en el mateix punt, i atès que la més petita no salta sobre cap punt, és estrany que la major travessi un camí. igual a la dels més petits, i novament que el més petit travessa un camí igual a la dels més grans. A més, és notable que, encara que en cada cas només hi ha un moviment, el centre que es mou en un cas roda una gran distància i en l'altre una distància menor.

### En la Revolució Científica
El matemàtic Girolamo Cardano discuteix el problema de la roda en el seu Opus novum de proportionibus numerorum de 1570, en qüestió de la presumpció de l'anàlisi del problema en termes de moviment. Mersenne va discutir la roda en el seu Quaestiones Celeberrimae in Genesim, on suggereix que el problema es pot analitzar mitjançant un procés d'expansió i contracció dels dos cercles. Però Mersenne es va quedar insatisfet amb la seva comprensió, escrivint,
De fet, mai no he estat capaç de descobrir, i no crec que ningú hagi pogut descobrir si el cercle més petit toca el mateix punt dues vegades, o passa amb salts i lliscaments.

En canviar les rodes per hexàgons, ens proporciona una pista reveladora sobre la paradoxa. L'hexàgon gran deixa una línia continua de la seva trajectòria, mentre que la de l'hexàgon petit té espais.

En les seves Dues Noves Ciències, Galileu utilitza el problema de la roda per discutir un cert tipus d'atomisme. Galileu comença la seva anàlisi considerant un parell d'hexàgons concèntrics, a diferència d'un parell de cercles. Imaginant aquesta roda hexagonal "rodant" sobre una superfície, Galileu adverteix que l'hexàgon interior "salta" un petit espai, amb cada rotllo de l'hexàgon exterior a una cara nova. Aleshores, imagina què passaria al límit, ja que el nombre de cares del polígon esdevé molt gran i troba que el petit espai "saltat" pel polígon interior es fa cada vegada més petit, escrivint:
Per tant, un polígon més gran que té mil costats passa i mesura una línia recta igual al seu perímetre, mentre que la més petita passa per una línia aproximadament igual, però una de forma interrompuda composta de mil petites partícules iguals als seus mil costats amb S'han interposat mil espais buits i petits, ja que podem anomenar aquests "buits" en relació amb els mil llinets tocats pels costats del polígon.
Atès que el cercle és només el límit en el qual el nombre de cares del polígon es converteix en infinit, Galileu troba que la roda d'Aristòtil conté material que està ple d'espais infinitesimals o "buits" i que "els buits interposats no es quantifiquen, sinó que són infinitament molts". Això fa que Galileu conclogui que la creença en els àtoms, en el sentit que la matèria està "composta d'àtoms infinitament infinits", és suficient per resoldre el problema de la roda.

### En elseglexix
Bernard Bolzano va parlar de la roda d'Aristòtil a Les paradoxes de l'infinit (1851), un llibre que va influir en Georg Cantor i en els pensadors posteriors sobre les matemàtiques de l'infinit. Bolzano observa que hi ha una bijecció entre els punts de qualsevol arc similar, que es pot implementar dibuixant un radi, remarcant que la història d'aquest fet aparentment paradoxal es remunta a Aristòtil.

### En el segle XX
L'autor de les Fal·làcies i les paradoxes matemàtiques utilitza una moneda de deu centaus enganxada a mig milió de dòlars amb els seus centres alineats, fixats en un eix, com a model de la paradoxa. La moneda de deu centaus serveix com el cercle més petit i el mig milió de dòlars com el més gran. Ell escriu:
Aquesta és la solució, doncs, o la clau. Tot i que tingueu cura de no deixar caure el mig dòlar al taulell de la taula, el "punt" de traçar el segment de línia al peu de la moneda de deu centaus està girant i lliscant tot el temps. Es llisca respecte a la taula. Ja que el cèntim de deu centaus no toca la part superior de la taula, no noteu el lliscament. Si podeu rodar el mig dòlar al llarg de la taula i alhora rodar la moneda de deu centaus (o, millor encara, l'eix) al llarg d'un bloc de fusta, podeu observar el lliscament. Si alguna vegada has aparcat massa a prop de la vorera, t'has adonat del grinyol que fa la teva tapa mentre es llisca (i roda) a la vorera mentre el pneumàtic només roda al paviment. Com més petit sigui el cercle petit en relació amb el cercle gran, més petit es deslliga. Per descomptat, el centre dels dos cercles no gira del tot, de manera que llisca tot el camí.
Alternativament, es pot rebutjar la suposició que el cercle més petit sigui independent del cercle més gran. Imagineu-vos un pneumàtic com el cercle més gran i imagineu el cercle més petit com la circumferència interior del pneumàtic i no com la llanta. El moviment del cercle interior depèn del cercle més gran. Així, el seu moviment des de qualsevol punt a un altre es pot calcular utilitzant una inversa de la seva relació.

## Anàlisi i solucions
La paradoxa és que el cercle interior més petit es mou 2πR, la circumferència del cercle exterior més gran amb radi R, en lloc de la seva pròpia circumferència. Si el cercle interior s'enrotllés per separat, es mouria 2πr, la seva pròpia circumferència amb radi r. El cercle interior no està separat, sinó que està rígidament connectat amb el més gran. El centre del cercle interior és rellevant, però la seva circumferència no ho és. Així que 2πr és una pista falsa.

### Primera solució
Si el cercle més petit depèn del més gran (Cas I), el cercle més gran obliga el més petit a travessar la circumferència del cercle més gran. Si el cercle més gran depèn del menor (Cas II), el cercle més petit obliga el més gran a travessar la circumferència del cercle més petit. Aquesta és la solució més senzilla.

### Segona solució
Aquesta solució considera la transició de la posició inicial al final. Sigui Pb un punt del cercle més gran i Ps sigui un punt del cercle més petit, tots dos al mateix radi. Per conveniència, suposeu que estan directament per sota del centre, de manera similar a les dues mans d'un rellotge que apunta cap a sis. Tant Pb com Ps viatgen per un camí de cicloide mentre roden una revolució.
Mentre cadascun viatja 2πR horitzontalment des del principi fins al final, la trajectòria cicloïdal de Ps és més curta i més eficient que la de Pb. Pb viatja més amunt i més a baix del camí del centre, l'única recta, que Ps. La imatge propera mostra els cercles abans i després de rodar una revolució. Mostra els moviments del centre, Pb i Ps, amb Pb i Ps començant i acabant a la part superior dels seus cercles. La línia verd és el moviment del centre, la corba blava mostra el moviment de Pb i la corba vermella mostra el moviment de Ps. El camí de Ps és clarament més curt que el de Pb. Com més a prop es trobi Ps del centre, més curta, més directa i més propera a la verda serà la seva trajectòria.

Si Pb i Ps estiguessin en qualsevol altre lloc en els seus respectius cercles, les trajectòries corbes serien de la mateixa longitud. Resumint, el cercle més petit es mou horitzontalment 2πR perquè qualsevol punt en el cercle més petit recorre un camí més curt i directe que qualsevol punt en el cercle més gran.

### Tercera solució
Aquesta solució només compara les posicions inicial i final. El cercle més gran i el cercle més petit tenen el mateix centre. Si es mou aquest centre, els dos cercles mouen la mateixa distància, que és una propietat necessària de la translació (geometria) i és igual a 2πR en l'experiment. QED. A més, tots els altres punts dels dos cercles tenen la mateixa posició respecte al centre abans i després de rodar una revolució (o qualsevol altre nombre enter de revolucions).